# Atractopyge
Atractopyge – rodzaj stawonogów z wymarłej gromady trylobitów, z rzędu Phacopida. Żył w okresie od środkowego ordowiku do wczesnego dewonu.